# Marmon
Marmon (Мармон) — з 1902 року американський виробник автомобілів та млинів. Штаб-квартира знаходиться в Індіанаполісі, штат Індіана. У 1933 році компанію купує фірма Herrington і виробництво легкових автомобілів припиняється.

## Заснування компанії
У 1851 році була заснована фірма Nordyke, Ham & Company. Її заснував Елліс Нордюк, його фірма займалася борошномельними механізмами, тобто млинами. В 1866 році в фірму прийшов Деніел Мармон, який тільки рік тому закінчив коледж Ірлхем. Фірму перейменували в Nordyke, Marmon & Company. До речі, Деніел в дитинстві часто відвідував виробничі потужності зі своїм дядьком, який був серйозним бізнесменом.
В 1879 році у Деніела народився хлопчик, якого назвали Говард. Коли він виросте, він отримає диплом інженера механіки Беркельського університету (Каліфорнія).
У віці 23-х років Говард Мармон стає головним інженером фірми Nordyke Marmon & Company, але не тому, що він родич одного із співвласників фірми, а він насправді був хорошим інженером.

## Початок виробництва автомобілів
В 1902 році він вирішив побудувати екіпаж з двигуном власної конструкції, це був V2 двигун повітряного охолодження. Через рік з'являється 4-циліндровий варіант цього мотора. У підсумку Говарду вдається зібрати і продати 25 примірників своїх автомобілів.
Незабаром Говард розуміє, що не хоче займатися якимись млинами, а цікаві йому виключно автомобілі. В 1904 році запускається у виробництво перше серійне авто, він був оснащений мотором V4 все з тим же повітряним охолодженням (в США вже був один виробник таких моторів — «Франклін»).

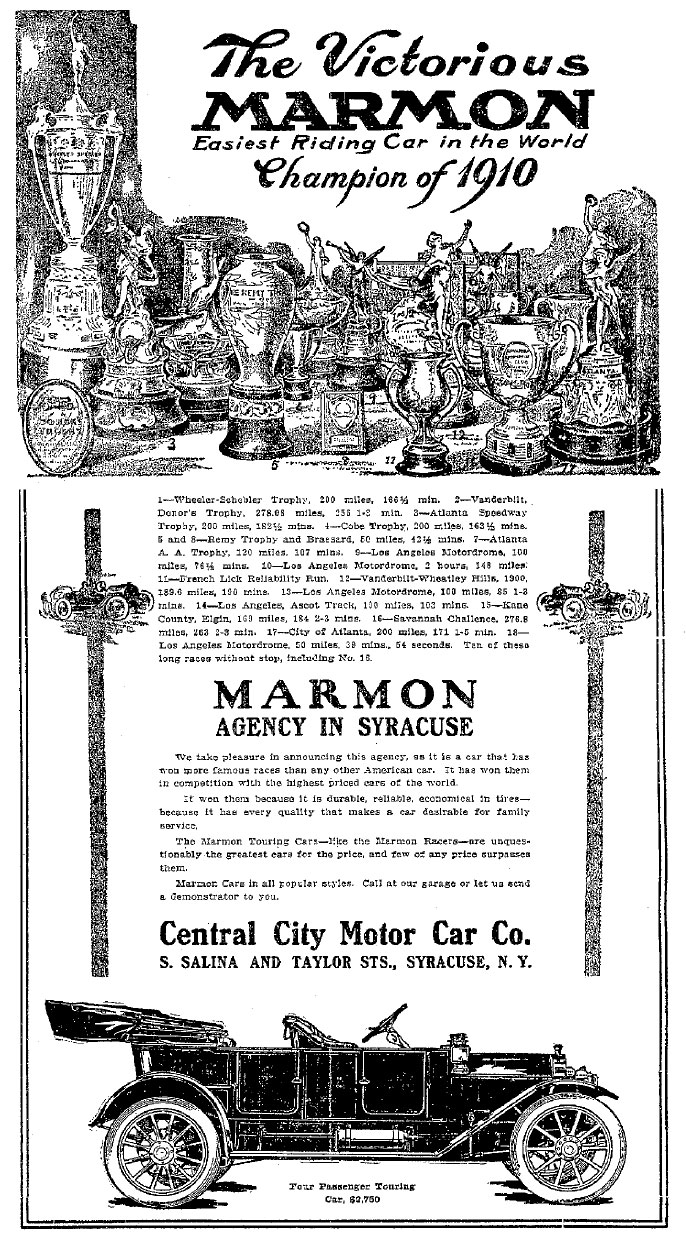
Реклама Marmon B

Отже, з'являється 20-сильна модель А, але в перебігу 1904 року Говарду вдається продати всього 6 таких автомобілів. Через рік з'являється Model B зі збільшеною на 15 см колісною базою і мотором, який розвиває потужність в 24 сили.
Потім слідують моделі С і D, остання розвиває вже 30 сил. Що цікаво, всі кузови автомобілів були зроблені зі сплавів алюмінію.
У 1906 році Мармон будує мотор V6, який не пішов у серію, бо у цього типу моторів виникли проблеми з балансом, подолати який змогла фірма «Лянча» до 50-их років («Лянча» — перша фірма, яка серійно стала ставити V6 на свої машини).

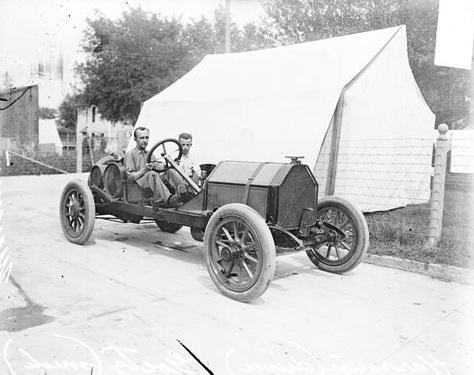
Marmon Н

У 1907 році з'являється мотор V8, що розвиває 75 сил. Говард встановлює їх на кузов Touring Car і продає 7 таких автомобілів. Але в серійному виробництві залишаються 4-циліндрові моделі С-7 (24 сили), F (35 сил), G (40 сил) і H (50 к.с.).
В 1908 році Говард встановлює в свої коробки передач ковзаючі шестерні для спрощення їх перемикання. Тоді ж він робить знімними головки циліндрів для полегшення подальшого ремонту. Тоді ж він відмовляється від V-подібних моторів на користь рядних. А також починає використовувати і водяне охолодження. У підсумку в 1909 році вийшла нова лінійка автомобілів.

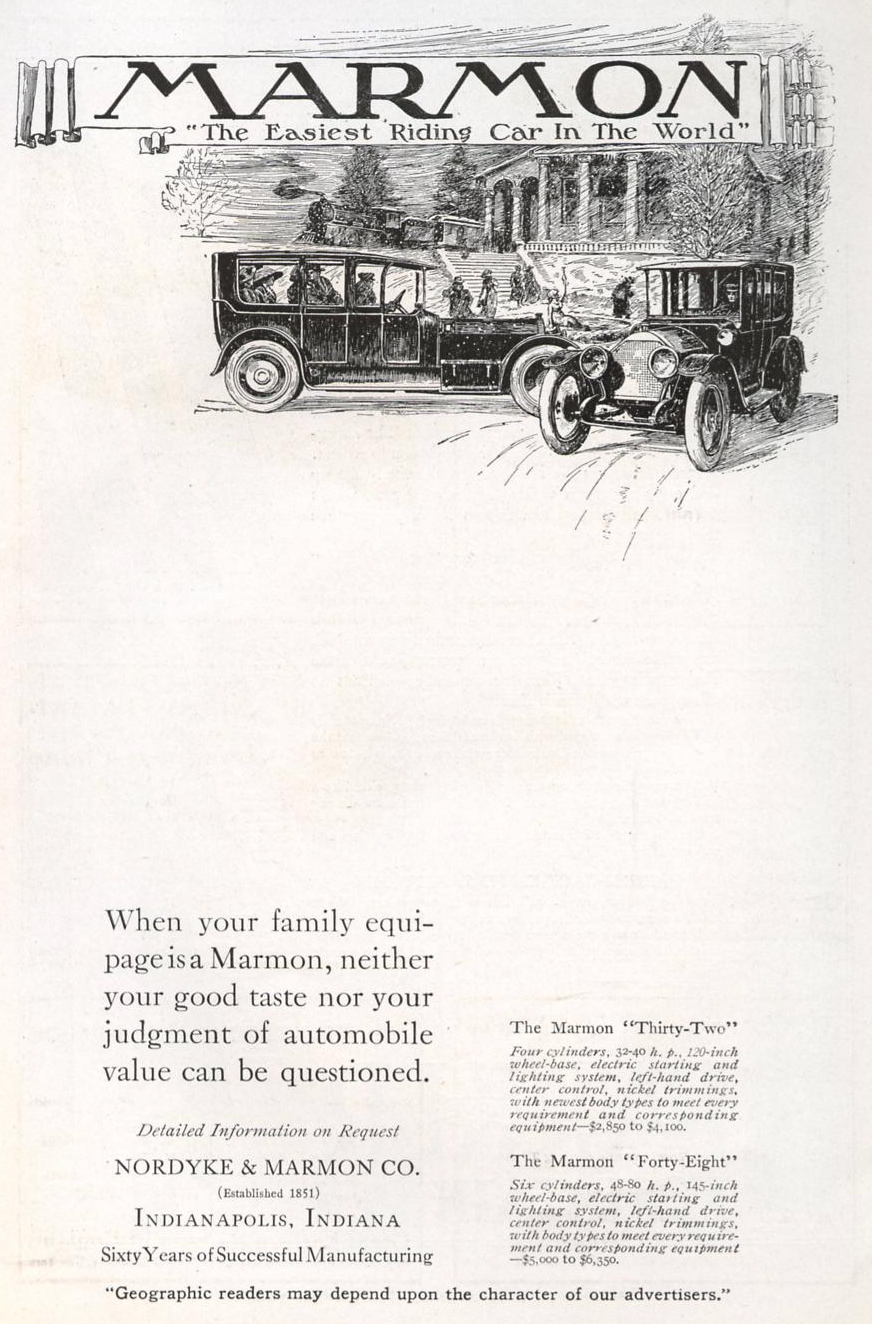
Marmon 32

Модель 32 мала рядну 4-ку об'ємом 5.2 л і потужністю в 40 сил. Машина крім усього іншого отримала нові шасі і кузови, які були побудовані з алюмінію. Крім цього з'явилися модель 40 з 45 силами, і модель 50, останній мав 60-сильний двигун. Цікавий факт, що Мармон не використовував в будівництві своїх автомобілів дерево, червоне дерево було тільки в обробці автомобілів — дошка приладів, на підніжках і молдингах внизу кузова.

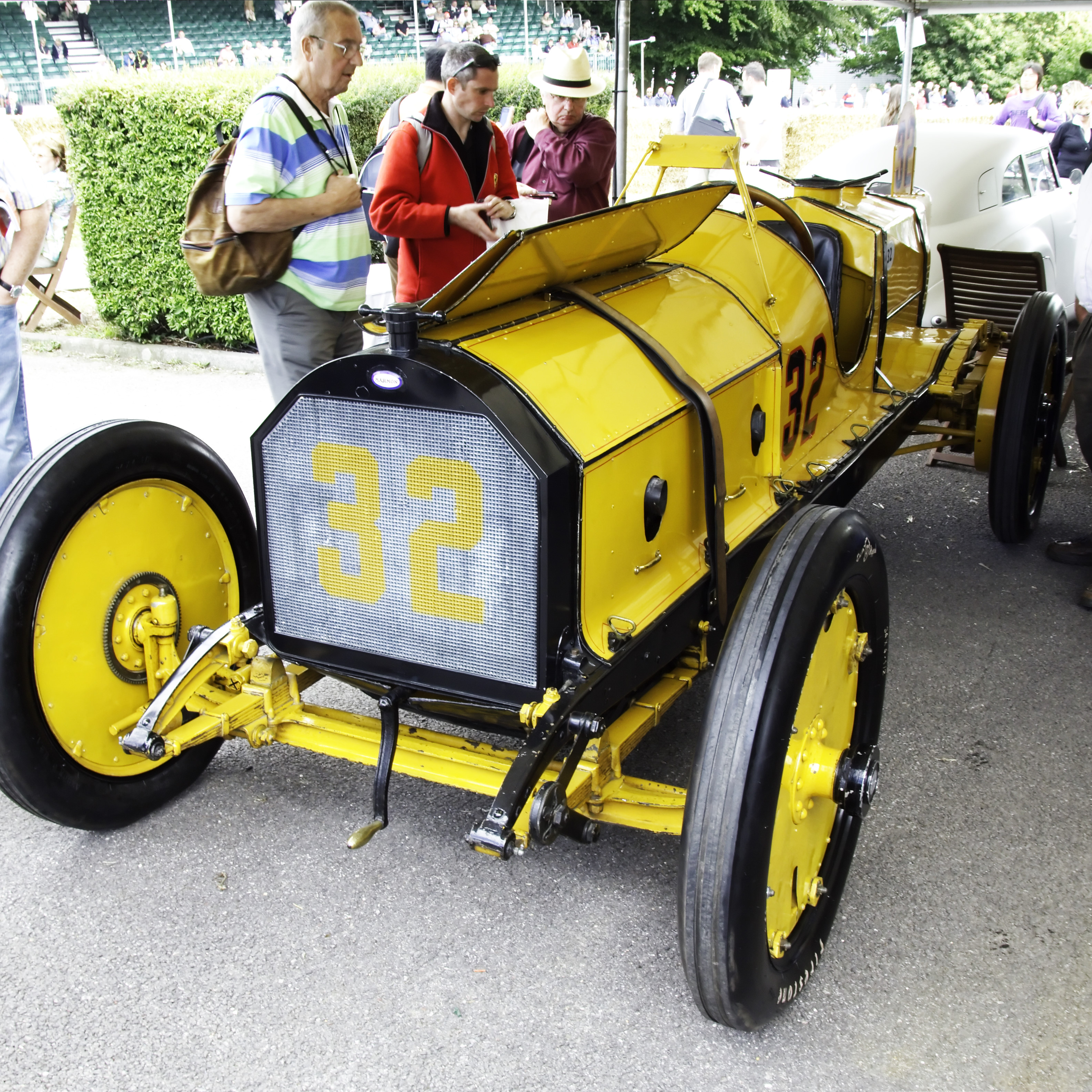
Marmon Wasp

У 1911 році на шасі «Мармон 32» з'являється спортивний автомобіль, який був пофарбований у жовтий колір і мав довгий задній звис. Машина була оснащена мотором в 9.6 л (максимально дозволений). У той час спортивні автомобілі були двомісними, одне було для механіка, але Рей Херроун відмовився від зайвого місця для полегшення ваги, до того ж він встановив дзеркало (вперше в світі), для того, щоб стежити за суперниками, все це вкупі призвело його до перемоги на перших гонках «Індіанаполіс 500», зробивши легендою жовтий спортивний «Мармон», який отримав кличку «Оса», завдяки своєму дизайну і розмальовці.

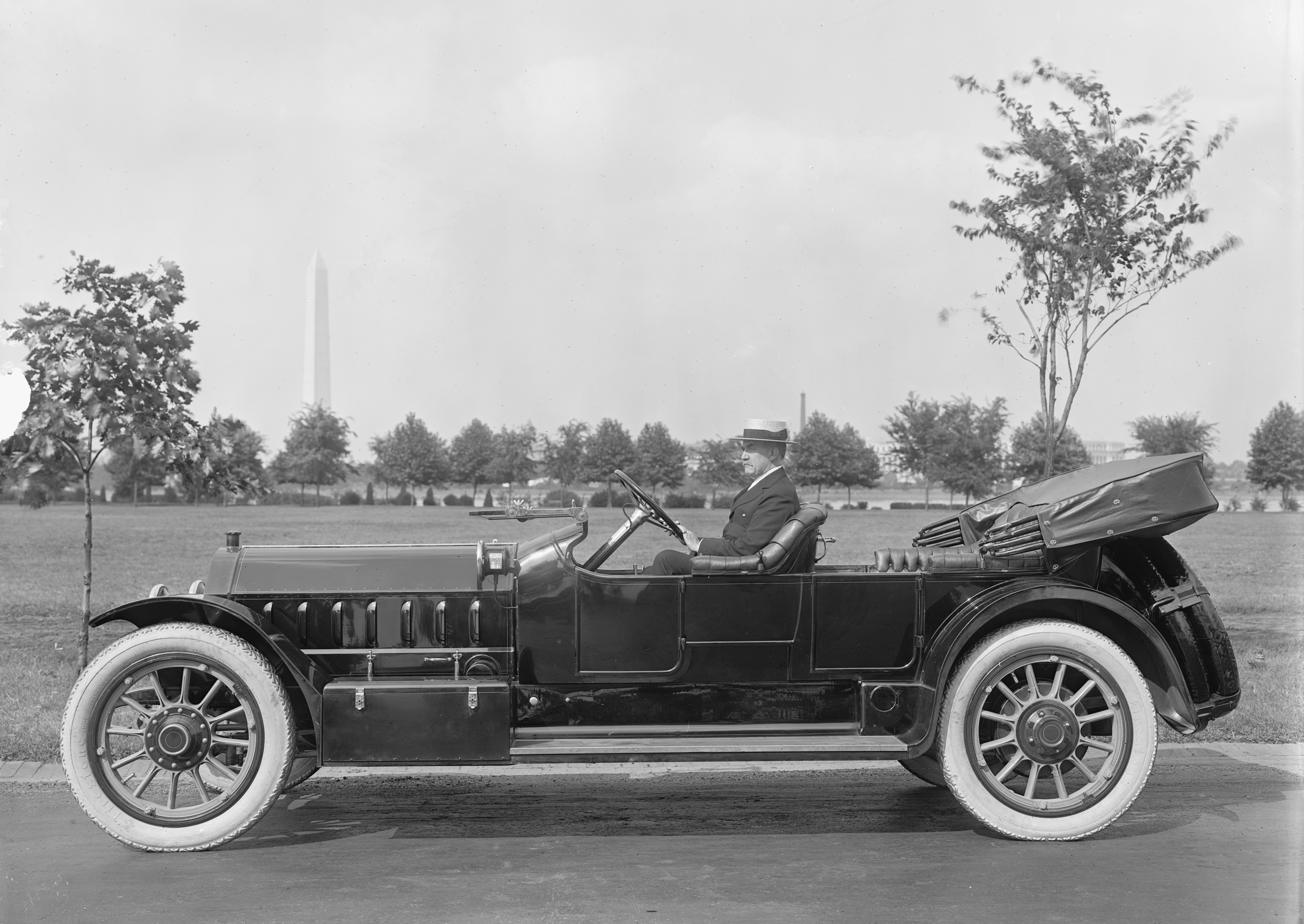
Marmon 48

В 1913 році з'являється перша 6-циліндрова модель — 48. Машина мала об'єм 9.4 л і 48 сил під капотом.

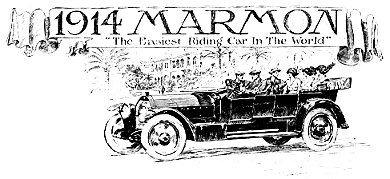
Marmon 41

Через рік з'являється трохи менша версія — 41. Її мотор об'ємом 7.7 л розвивав до 43 сил. До кінця 1914 року припинили випускати модель 32, разом з нею в історію пішли 4-циліндрові «Мармони».
Модель 48 мала в базовому оснащенні: електричні фари і сигнал, підсвітку приладів і освітлення дверей, електричний стартер і подвійну систему запалювання. Крім того авто було оснащене в базі комплектом інструментів, таких як домкрат, насос для шин, маслянки і т. д.
В 1916 році з'являється модель, яка буде єдиною у виробничій програмі до 1924 року — 34. Це був автомобіль з 6-циліндровим мотором об'ємом 5.6 л і потужністю від 34 до 84 сил (в залежності від форсування).

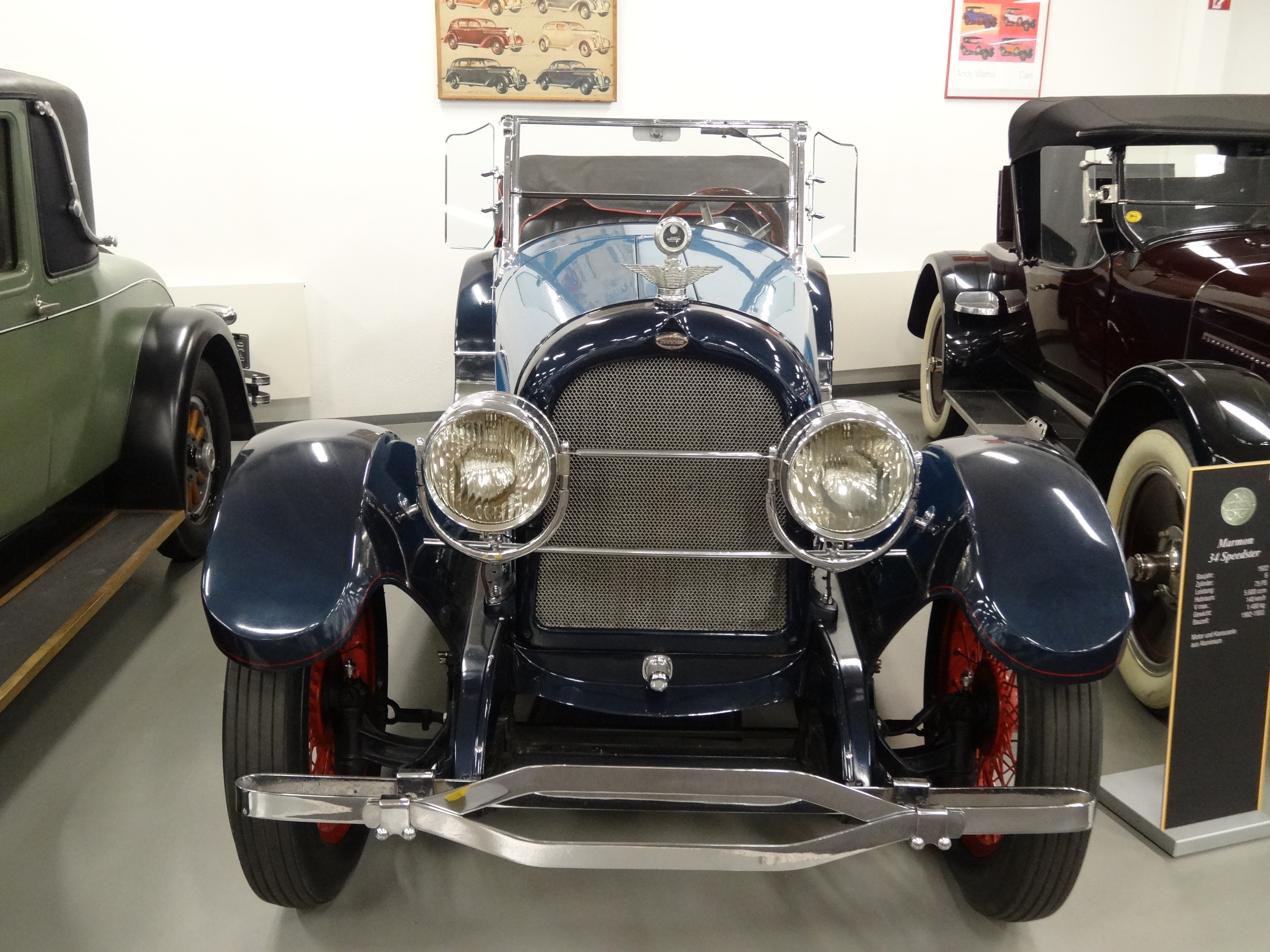
Marmon 34 Speedster

Двигун автомобіля мав блок з алюмінію і верхнє розташування клапанів. Кузов, капот і решітка радіатора — все було також зроблено з алюмінію.
Тоді ж Говард Мармон вирішує побити рекорд Ервіна Бейера на прізвисько «Гарматне ядро», який в 1915 році на «Кадиллак 8» проїхав від узбережжя до узбережжя за 7 днів і 11 годин. «Мармон 34» б'є рекорд «Кадиллака» на 41 годину.
Однак в 1917 році Говард Мармон оголошує про тимчасове припинення виробництва легкових автомобілів, бо його фірма отримує контракт від військових на поставку 5000 моторів Liberty L-12 для літаків. Сам Г.Мармон йде на службу в авіацію, де дослужується до звання підполковника.
У 1919 році він повертається додому і відновлює виробництво вже згаданої моделі 34.
В 1920-ті фірмі доводиться виживати, бо у виробництві була тільки одна модель. У той же час на ринку були такі фірми як «Кадиллак», «Паккард», «Пірс-Ерроу» і т. д. Тоді Мармон стає першим, хто скоротив величезну різницю в ціні між відкритими і закритими кузовами, закриті кузови стали коштувати всього на 130 доларів дорожче відкритих.
В 1925 році з'являється вдосконалена модель — 74. Машина має об'єм 5.7 л і розвиває 78 сил.
В 1925 році же Джордж Вільям, директор фірми Wire Wheel Corporation of America, стає також директором Nordyke, Marmon & Company, бо колишній глава фірми Вальтер Мармон подав у відставку. Вільям вирішує реорганізувати фірму, відділення, яке займається виробництвом борошномельної продукції, продається Allis-Chalmers Manufacturing Co. А автомобільний підрозділ перейменовується в Marmon Motor Car Co.
Головна ідея Вільяма — розширити модельний ряд і знизити ціни на випущені автомобілі.

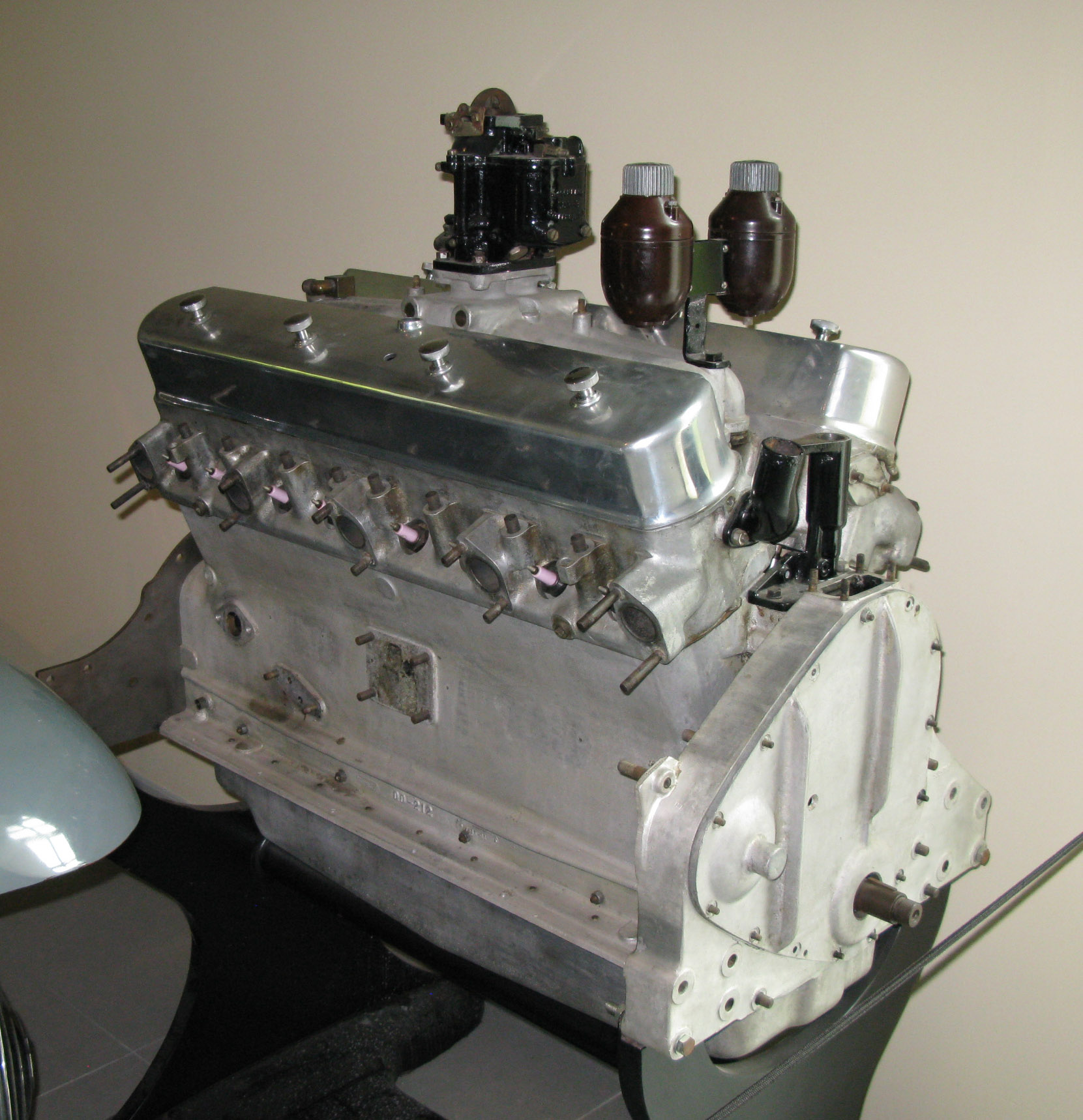
Двигун Marmon Little 8

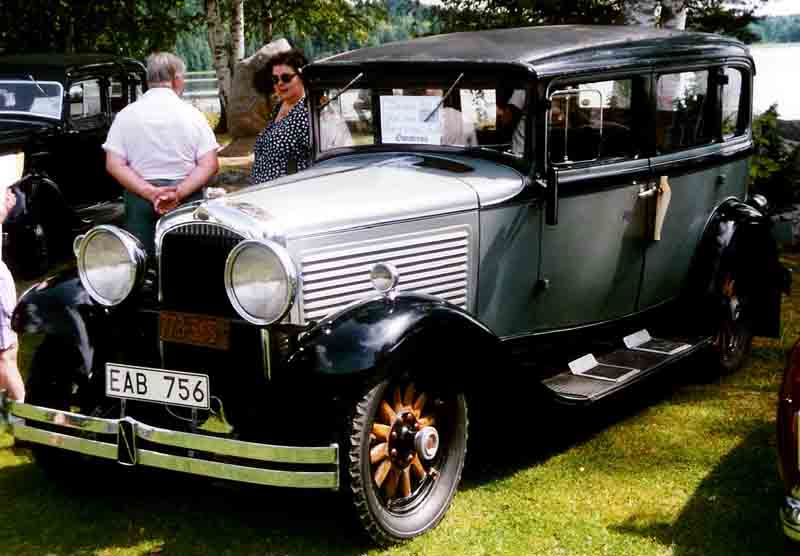
Marmon 69

У підсумку в 1927 році з'являються 8-циліндрові автомобілі: Marmon Little 8 (3.1 л і 64 сили) і нові моделі — 68 з 3.3 л і 72 к.с., і 78 з мотором в 3.5 л і 86 к.с., а також стара 75 з мотором 5.7 л.
Ці автомобілі пробули у виробничій програмі до 1929 року. Ці машини принесли успіх фірмі, так в 1927 році продали 14,770 машин, в 1928 році — вже 22,323 автомобіля.
В 1929 році з'явилася нова модель — Roosevelt, це був перший 8-циліндровий автомобіль, чия ціна була менша 1000 доларів. Мотор був узятий від моделі 68, тобто об'ємом в 3.3 л.
На решітці радіатора був встановлений камео президента Теодора Рузвельта. Автомобіль став дуже популярним. У підсумку 1929 рік став найбільш піковим роком в історії компанії.
Але в 1930 році модель довелося перейменувати в модель «R». До речі «Мармон Рузвельт» став першою машиною, яку штатно оснащували радіоприймачем.

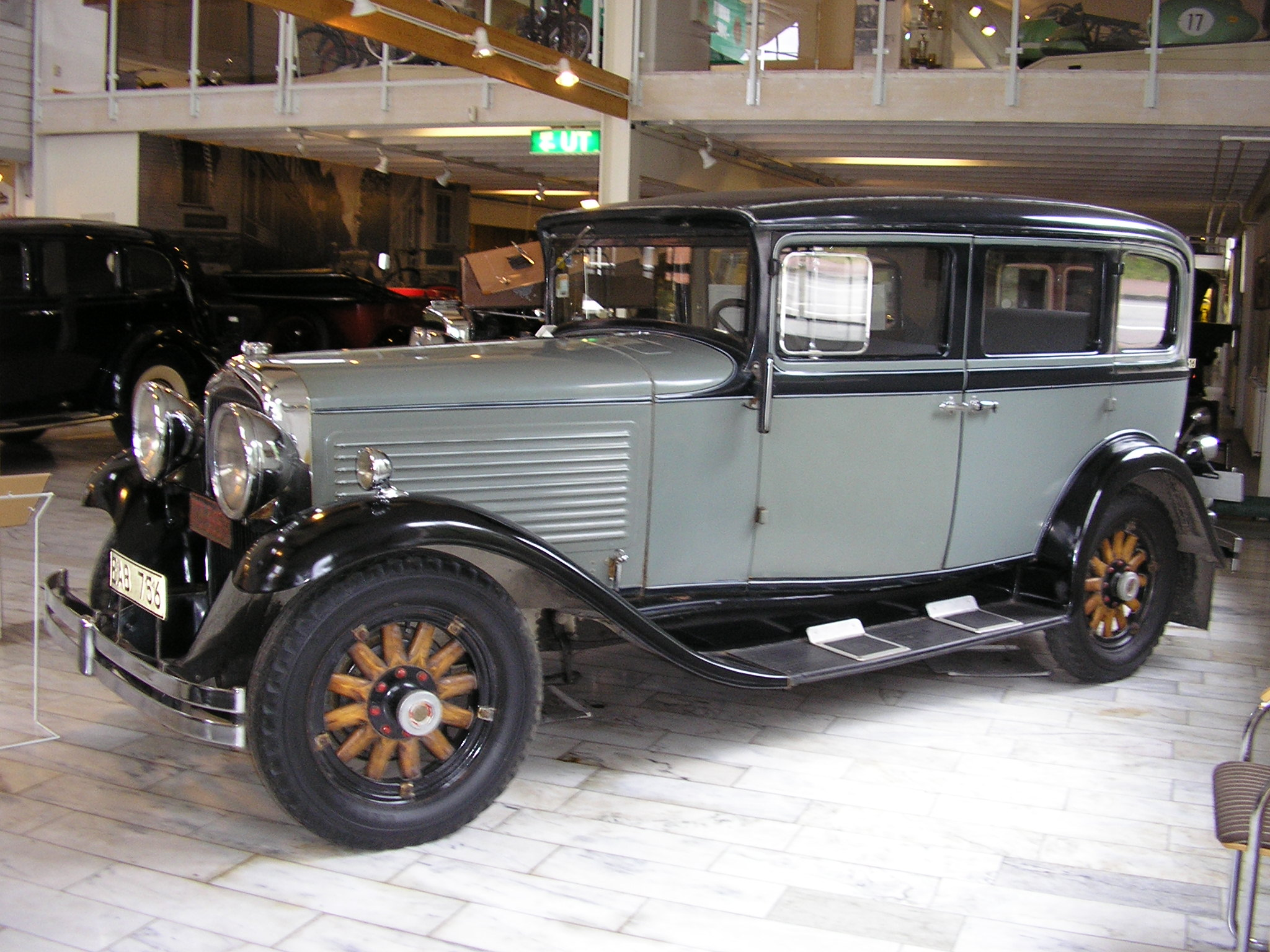
Marmon 79

У тому ж році 68 і 78 моделі були замінені на 69 і 79. Першій подовжили базу на 10 см, а другій — майже на 13 см. Мотори 3.5 л і 5.0 л розвивали 76 і 107 сил відповідно. Останній був таким же здоровим, як і «Роллс-Ройс», але набагато дешевшим, що і зробило його популярним у США, Австралії та Англії.

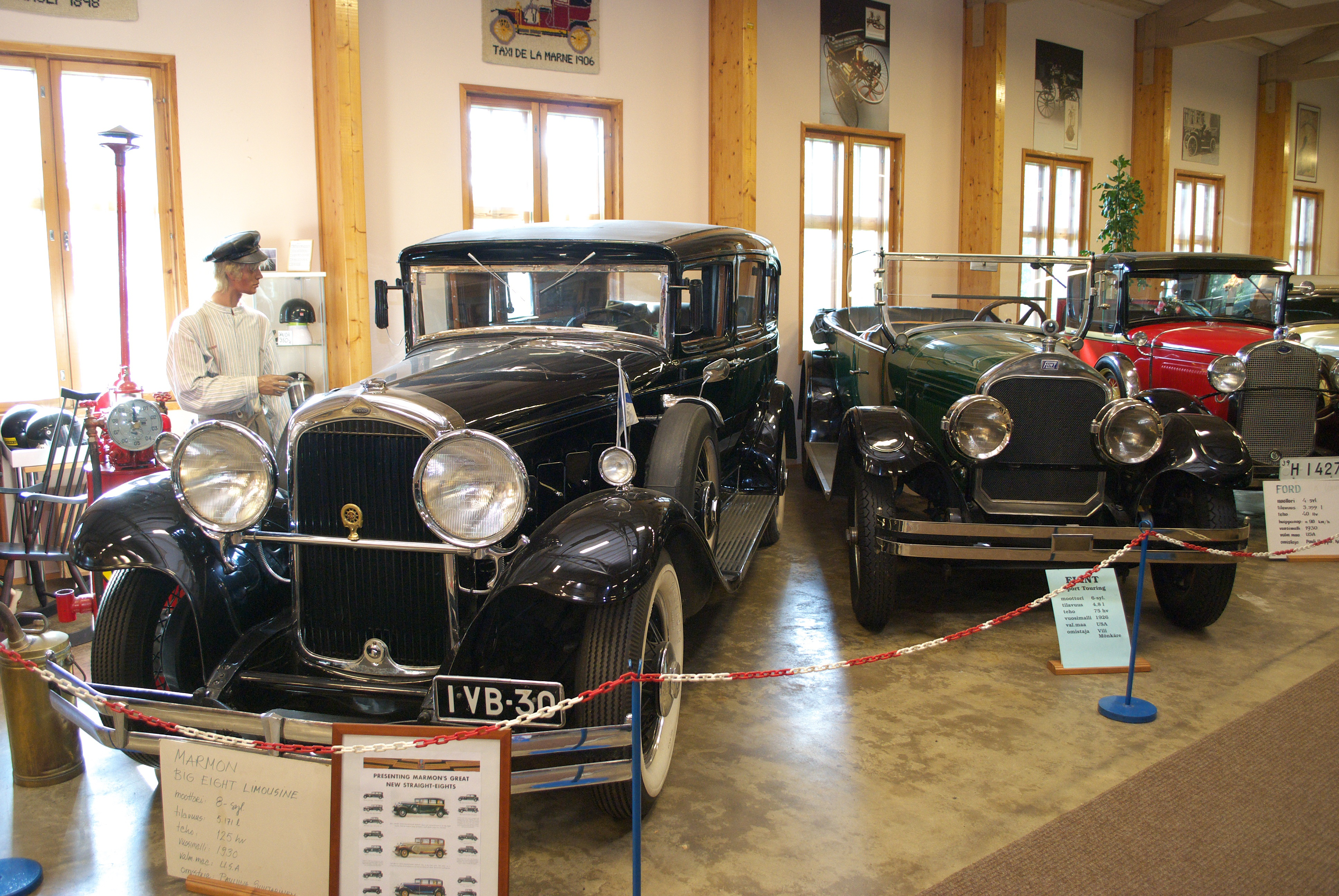
Marmon Big Eight

Разом з ними був представлений Marmon Big Eight, база була на 30 см більшою, ніж у 79 (3450 мм), і потужність досягала 125 сил при 5.2 л робочого об'єму.

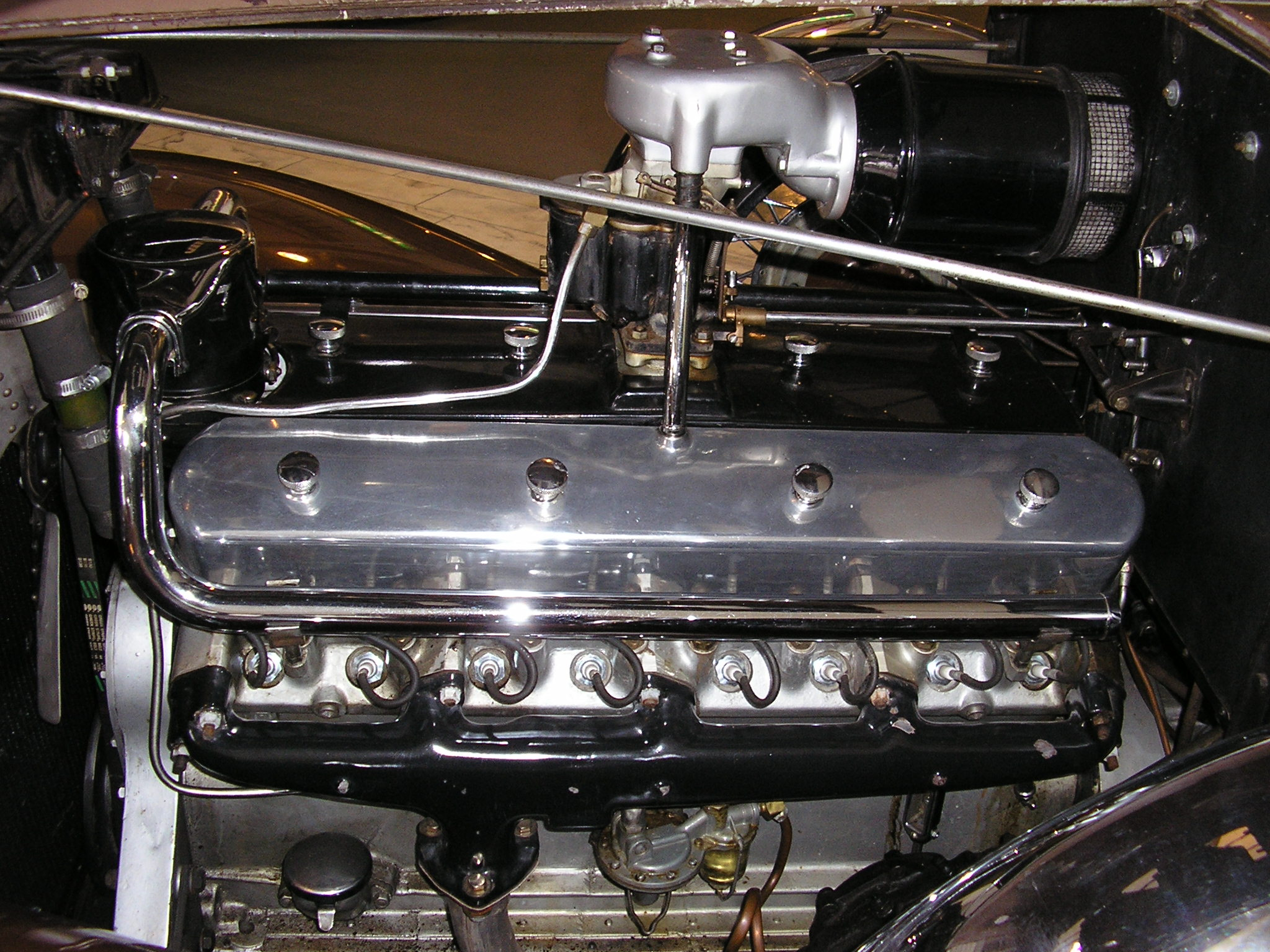
Мотор V16

А 1931 року вийшов у світ перший 16-циліндровий автомобіль — Sixteen, з мотором об'ємом в 8.0 л. Машина розвивала 200 сил. Це дозволяло ганяти цьому важкому автомобілю зі швидкістю в 165 км/год.

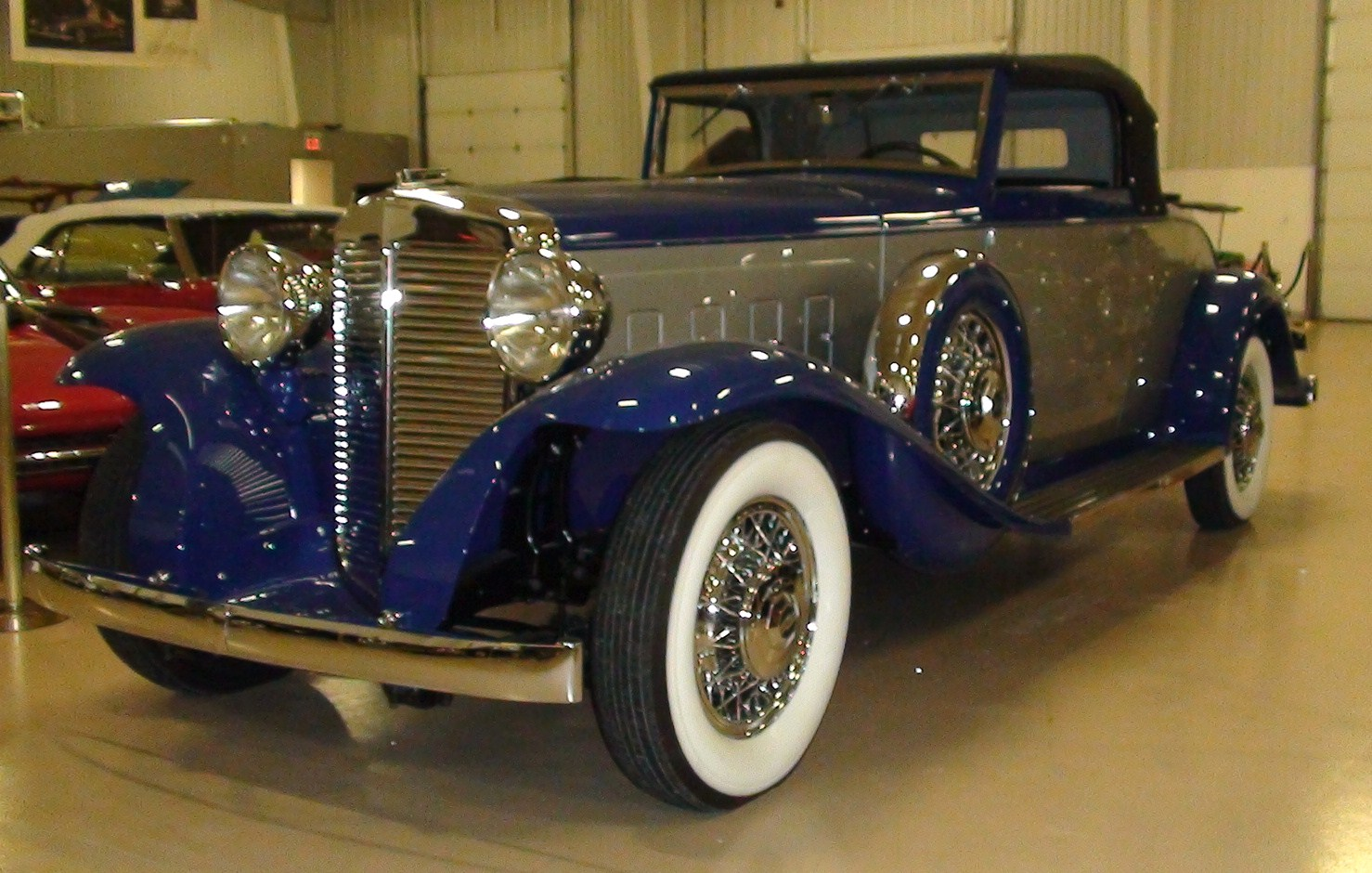
Marmon Sixteen

Сам Говард рекламував автомобіль, як «Найбільш передовий автомобіль у світі». Однак в 1933 за допомогою колишніх конструкторів фірми «Мармон» — Неккера і Баханнона фірми «Кадиллак» і «Пірлесс» представили свої 16-циліндрові автомобілі. Так що всього було продано в ті важкі й кризові роки 400 машин з кузовами седан, кабріолет, купе і лімузин.
В 1931 рік модель «Рузвельт» була перейменована і перероблена в модель 70. А «Біг Ейт» — в 88, проте через рік базу 88 вкоротили і перейменували її в 8-125.
В 1933 році Говард Мармон розуміє, що виграти війну 16-циліндрових машин не вдасться, і починає розробляти нову модель, яка стане лебединою піснею фірми — HCM V12. Машина носила ініціали її творця. Мотор був 12-циліндровим, і був зроблений з 16-циліндрового мотора. У 16-циліндрового мотора вирізали середину і зростили краї мотора, цей мотор розвивав 150 сил. І до 50 миль на годину розганявся за майже 13 секунд, а на треку випробувачі розкочегарили машину до 185 км/год, що було дуже непогано в ті часи.

## Припинення виробництва автомобілів. Закриття компанії
Однак на проект було витрачено 160 000 доларів, а Говард Мармон залишився незадоволеним від дизайну машини, передок якої нагадував «Пірс-Ерроу». На дворі щосили бушувала економічна криза, і поки машину розробляли, почалося діловодство з банкрутства фірми «Мармон».

## Компанія Marmon-Herrington. Виробництво вантажних автомобілів

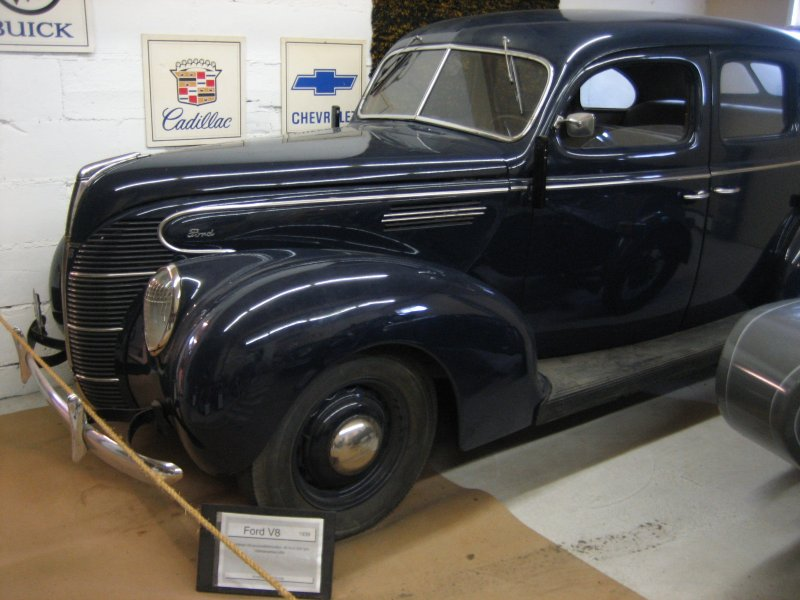
Ford V8 4x4, виготовлений на Marmon-Herrington

Але тут у гру вступає полковник Герінгтон, який вкладає свої кошти у фірму, і тепер фірма носить ім'я Marmon-Herrington Company, Inc. Так як Герінгтон відмовився від виробництва легкових автомобілів, то фірма продовжила свою діяльність в сфері вантажних автомобілів, автобусів та іншого комерційного транспорту, а також в переробці продукції «Форд» в повнопривідний транспорт.
У 1964 році фірму викупила родина Пріцкерів, які стали продавати вантажівки під маркою «Мармон». Вантажівки, яких називали «Роллс-Ройсами» серед вантажівок, випускалися до 1997 року, коли виробничі потужності викупив концерн «Navistar International».
В середині 90-х в Австралії намагалися виробляти вантажівки мод маркою Max Marmon, але нічого з цього не вийшло.
З 2007 року групою «Мармон» володіє Berkshire Hathaway Inc.

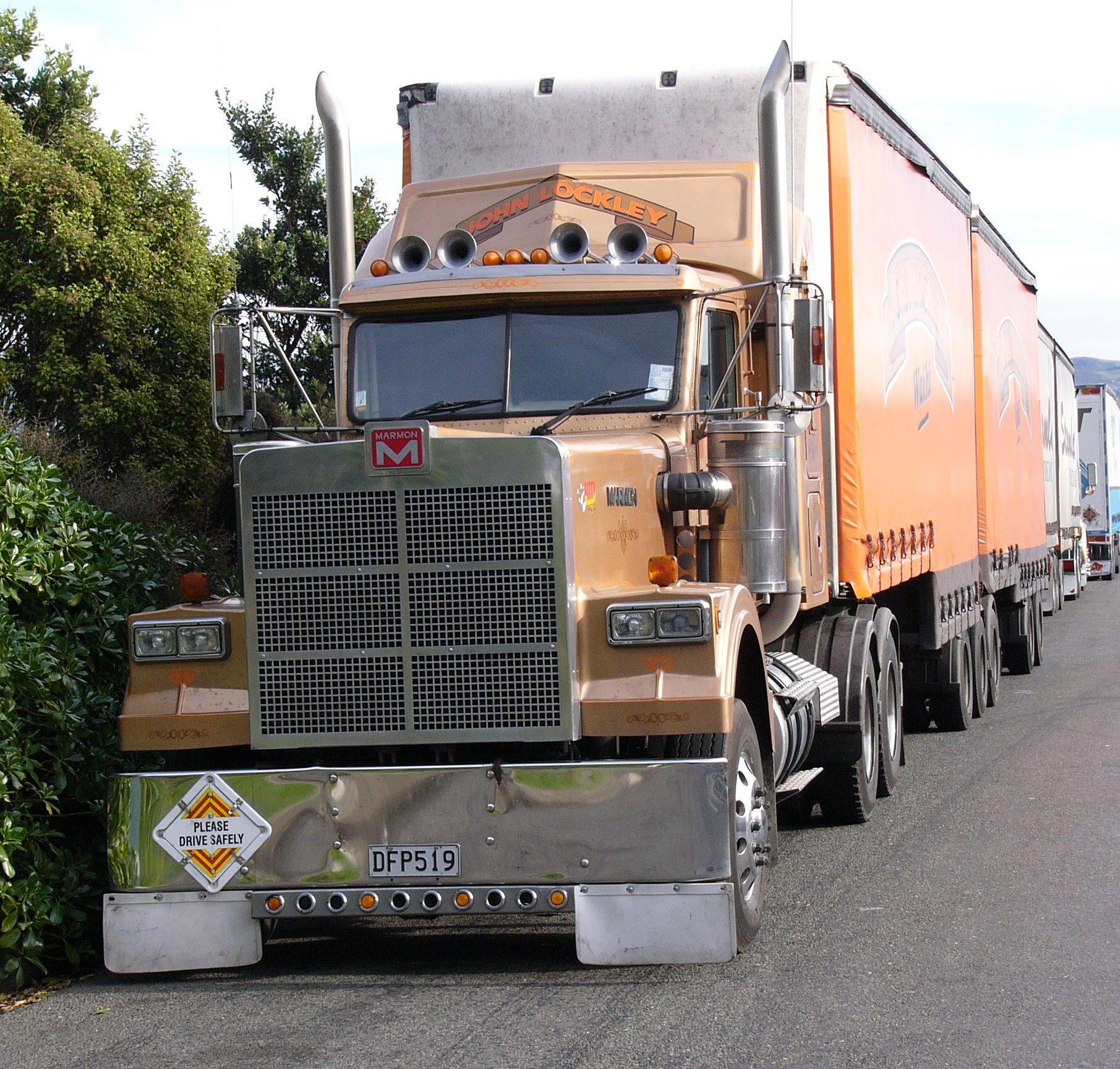
Marmon 57

На сьогоднішній день «Мармон» лише переробляє вантажний транспорт в повнопривідний, виготовляє мости для військового та будівельного транспорту.

## Список легкових автомобілів Marmon
- 1904 — Marmon A
- 1905 — Marmon B
- 1906 — Marmon C
  - Marmon D
- 1907 — Marmon C-7
  - Marmon F
- 1908 — Marmon G
  - Marmon H
- 1909 — Marmon 32
  - Marmon 40
  - Marmon 50
- 1913 — Marmon 48
- 1914 — Marmon 41
- 1916 — Marmon 34
- 1925 — Marmon 74
- 1927 — Marmon Little 8
  - Marmon 75
- 1928 — Marmon 68
  - Marmon 78
- 1929 — Marmon Roosevelt
- 1930 — Marmon 69
  - Marmon 79
  - Marmon Big Eight
- 1931 — Marmon 70
  - Marmon 88
  - Marmon Sixteen
- 1932 — Marmon 8-125